# 广达铁路
广达铁路是中国四川省广元市经巴中市至达州市的铁路，由西段广巴铁路和东段巴达铁路组成，全长281公里。广巴段于2009年12月31日全线贯通，2012年3月23日正式开行旅客列车，结束了巴中市不通火车的历史 。巴达段于2016年1月10日建成通车，并已电气化，运营速度120km/h，预留提速至160km/h并开行动车组的条件。
2016年1月10日巴达铁路通车后，原成都至巴中的旅客列车由经由宝成线、广达线广巴段改由经由遂成线、达成线、广达线巴达段运行，广达线广巴段客运暂时停运，恢复时间未知。